# Pseudotyrannochthonius hamiltonsmithi
Espèce
Pseudotyrannochthonius hamiltonsmithi est une espèce de pseudoscorpions de la famille des Pseudotyrannochthoniidae.

## Distribution
Cette espèce est endémique du Victoria en Australie.

## Description
Les femelles mesurent de 1,7 à 2 mm.

## Étymologie
Cette espèce est nommée en l'honneur d'Elery Hamilton-Smith.

## Publication originale
- Beier, 1968 : Some cave-dwelling Pseudoscorpionidea from Australia and New Caledonia. Records of the South Australian Museum, vol. 15, p. 757-765 (texte intégral).